# Schön (Görlitzer Familie)

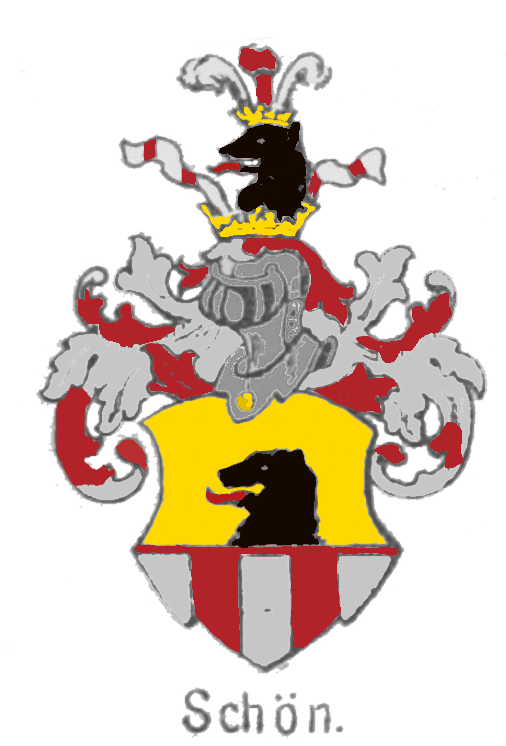
Wappen in Paul Fritschs Wappenbuch Görlitzer Geschlechter, gefärbt nach den in den Tingierungsmarkierungen gekennzeichneten Farben

Schön war oder ist der Name einer Görlitzer Familie, die zunächst zu Beginn der Frühen Neuzeit belegt ist. Ihre Familienmitglieder waren im Rat vertreten, eines auch Bürgermeister. Einige waren Mitglieder in Görlitzer Musikvereinen, beispielsweise dem Convivium Musicum. Ihre Mitglieder sind als zusammengehöriger Familienverbund bis ins 18. Jahrhundert belegt.

## Geschichte
Gregor Schön lebte 1521 in Görlitz. Nach Scultetus wurde der Junggeselle Caspar Schön, der Sohn des sogenannten Schön-Gregors am 24. September 1572 in Posen begraben.
Gregorius (* 16. November 1573 in Görlitz; † 11. Februar 1633 ebd.), ein Urenkel des Schön-Gregors, war Görlitzer Physikus. Er ging 1580 bis 1593 aufs Görlitzer Gymnasium, studierte in Frankfurt und Basel, wo er promovierte. Im oberpfälzischen Auerbach arbeitete er als Dr. Med. und kam 1609 zurück nach Görlitz. Er arbeitete nun als „Physikus für Stadt und Land“. Er ist durch Christoph Demantius als ein Direktor des Convivium Musicums bezeugt, der dem Verein im Jahr 1613 eine Liedersammlung widmete, die Max Gondolatsch in der Herzog August Bibliothek Wolfenbüttel auffand.
Gregorius Sohn Paul Gregor Schön (* 15. Oktober 1602 in Auerbach; † 30. August 1666) ging von 1613 bis 1624 aufs Görlitzer Gymnasium und studierte dann in Frankfurt und Wittenberg. In Görlitz war er Ratsherr (ab 1646) und Schöppe (ab 1659), übte verschiedene Ämter der Stadtverwaltung aus, war zweimal verheiratet. Er sei sehr religiös gewesen und habe das Alte Testament 45 mal und das Neue Testament 117 mal durchgelesen. Er war Mitglied im Collegium Musicum.
Sein jüngerer Bruder Sebastian Schön (* 1. Mai 1604 in Görlitz; † 2. August 1677 ebd.) war zweimal verheiratet und besaß 1640–1649 einen Garten an der Laubaner Straße und wohl Schützenhain. Auch er war Mitglied im Collegium Musicum.
Johann Friedrich Schön (* 1643; † 19. August 1711) war seit 1704 Görlitzer Ratsherr, und 1706 und 1710 Bürgermeister. Georg Schön (* 1649; † 7. Juli 1708) war studierter Handelsmann, 1707 Konsul, seine Tochter Christiane heiratete 1706 den Kaufmann Samuel Schmidt. Auch Georgs gleichnamiger Vater (⚭ Maria Richter; 1649) war Kaufmann und soll sehr bekannt gewesen sein. Letzterer war der Sohn des Kaufmanns Jacob Schön und Helene Endermann.
Johann Adam Schön (1675 – 1730), ein Sohn des Pfarrers Christian Schön, war Mitbegründer der Vorgängerin der Deutschen Gesellschaft. Johann Adam wurde 1701 Pfarrer in Hermsdorf, 1702 in Oberoderwitz, und 1716 Diakon und 1729 Archidiakon in Görlitz. Er heiratete die Tochter des emeritierten Pastors Georg Engelmann und hinterließ Johann Adam, Adam Christlieb, Adam Gottwart, Adam Traugott und Adam Ehregott.